# Палласовский кантон
Палласовский кантон (нем. Kanton Pallasowka) — административно-территориальная единица АССР немцев Поволжья, существовавшая в 1922—1941 годах. Административный центр — с. Палласовка.
Палласовский кантон был образован 22 июня 1922 года в составе Трудовой коммуны немцев Поволжья путём преобразования из Торгунского района.
В 1935 году из состава Палласовского кантона был выделен Гмелинский кантон.
7 сентября 1941 года в результате ликвидации АССР немцев Поволжья Палласовский кантон был передан в Сталинградскую область и преобразован в Палласовский район.

## Административно-территориальное деление
По состоянию на 1 апреля 1940 года кантон делился на 7 сельсоветов:
| Сельсоветы по состоянию на 1940 год | Сельсоветы по состоянию на 1940 год | Сельсоветы по состоянию на 1940 год | Сельсоветы по состоянию на 1940 год |
| N п/п                               | Сельсовет                           | Административный центр              |                                     |
| ----------------------------------- | ----------------------------------- | ----------------------------------- | ----------------------------------- |
| 1                                   | Альт-Веймарский                     | село Альт-Веймар                    |                                     |
| 2                                   | Бурсинский                          | село Бурсы                          |                                     |
| 3                                   | Ней-Веймарский                      | село Ней-Веймар                     |                                     |
| 4                                   | Савинский                           | село Савинка                        |                                     |
| 5                                   | поселковый совхоза № 13             | центральная усадьба совхоза № 13    |                                     |
| 6                                   | Франкрейхский                       | село Франкрейх                      |                                     |
| 7                                   | Штразбургский                       | село Штразбург                      |                                     |

## Население
Динамика численности населения
| 1922  | 1926  | 1931  | 1935  | 1939  | 1941  |
| ----- | ----- | ----- | ----- | ----- | ----- |
| 27811 | 30378 | 35873 | 14892 | 18437 | 18400 |

### Национальный состав
| Национальность                                              | 1926           | 1931           | 1939          | 1941           |
| ----------------------------------------------------------- | -------------- | -------------- | ------------- | -------------- |
| Немцы                                                       | 18776 (61,8 %) | 22046 (61,5 %) | 9592 (52,0 %) | 10183 (55,3 %) |
| Украинцы                                                    | 8015 (26,4 %)  | -              | 4047 (22,0 %) | -              |
| Русские                                                     | 2299 (7,6 %)   | -              | 3197 (17,3 %) | -              |
| Казахи                                                      | -              | -              | 884 (4,8 %)   | -              |
| Татары                                                      | -              | -              | 436 (2,4 %)   | -              |
| 1939 год - показаны народы c численностью более 300 человек |                |                |               |                |